# Malleodectes
Malleodectes es un género extinto de mamífero marsupial cuyos fósiles fueron descubiertos en 2011 en el yacimiento de Riversleigh, en Queensland, Australia. Podía alcanzar un tamaño comparable al de un hurón, y vivió durante el Mioceno, hace unos 17 millones de años. Su nombre deriva del término en latín para "martillo mordedor", debido a sus dientes romos como martillos, los cuales no son conocidos en ningún otro tipo de mamífero, ya sea vivo o extinto. Sin embargo, Scott Hocknull del Museo de Queensland ha señalado sus similitudes con el actual escinco de lengua rosada (Cyclodomorphus gerrardii), un reptil que se especializa en comer caracoles. Esto sugiere que Malleodectes era también un depredador especializado en caracoles.
En 2016, Malleodectes fue reclasificado en su propia familia, Malleodectidae, la cual a su vez forma parte de Dasyuromorphia.